# Иллой-Айет, Владис-Эммерсон Мишелевич
Вла́дис-Э́ммерсон Мише́левич Илло́й-Айе́т (укр. Владіс-Емерсон Мішелевич Іллой-Айет; фр. Vladis-Emmerson Illoy-Ayyet; род. 7 октября 1995, Одесса) — украинский и конголезский футболист, защитник клуба «Енисей» и сборной Республики Конго.

## Ранние годы
Владис-Эммерсон Иллой-Айет родился в Одессе в семье конголезца. Отец Мишель Иллой-Айет перебрался в СССР из Республики Конго в конце 1980-х годов, в середине 2010-х являлся президентом общественной организации «Содружество африканских беженцев и иммигрантов».

## Клубная карьера
Футболом начинал заниматься в СДЮШОР «Черноморец». В молодёжной команде «Черноморца» дебютировал 2 марта 2012 года в домашней игре с «Ильичёвцем». Выступал за молодёжную (U-21) и юношескую (U-19) команды «моряков», но в основную команду пробиться не сумел. Зимой 2015 года в связи с окончанием контракта покинул стан одесситов.
В феврале того же года футболист отправился на тренировочные сборы с львовскими «Карпатами». С этой командой заключил контракт, после чего отправился в аренду в тернопольскую «Ниву». За «Ниву» в первой лиге защитник отыграл 12 матчей.
Летом 2015 года был приглашён в донецкий «Олимпик». В составе этой команды 9 августа 2015 года в игре против луганской «Зари» дебютировал в украинской Премьер-лиге.
С июля 2022 года выступает за российский клуб «Урал».

## Карьера в сборной
Вызывался в юношескую сборную Украины U-17, и принимал участие в товарищеских матчах. В 2015 году вызывался Сергеем Ковальцом в расположение молодёжной сборной Украины.
5 сентября 2017 года дебютировал в национальной сборной Республики Конго в матче квалификации на чемпионат мира 2018 против Ганы. Иллой-Айет отметился забитым голом, однако встреча завершилась поражением его команды со счётом (1:5).